# Canicattì
Canicattì is een gemeente in de Italiaanse provincie Agrigento (regio Sicilië) en telt 31.801 inwoners (31-12-2004). De oppervlakte bedraagt 91,4 km², de bevolkingsdichtheid is 348 inwoners per km².
De gemeente is niet verder in frazioni verdeeld.
De beschermheilige van de gemeente is Pancratius van Taormina.

## Demografie
Canicattì telt ongeveer 12784 huishoudens. Het aantal inwoners daalde in de periode 1991-2001 met 2,0% volgens cijfers uit de tienjaarlijkse volkstellingen van ISTAT.
| Jaar | Inwoneraantal |
| ---- | ------------- |
| 1991 | 32.344        |
| 2001 | 31.713        |

## Geografie
De gemeente ligt op ongeveer 465 m boven zeeniveau.
Canicattì grenst aan de volgende gemeenten: Caltanissetta (CL), Castrofilippo, Delia (CL), Montedoro (CL), Naro, Racalmuto, Serradifalco (CL).

## Geboren
- Angelo Ficarra (1885-1959), bisschop van Patti, titulair aartsbisschop van Leontopolis in Augustamnica
- Calogero Angelo Sacheli (1890-1946), filosoof, hoogleraar pedagogiek universiteit van Messina
- Rosario Livatino (1952-1990), rechter die zalig verklaard is in de Roomse Kerk